# CERT Coordination Center
Le CERT Coordination Center (ou CERT/CC) a été créé par la DARPA en novembre 1988 après la frappe du ver Morris. C'est le centre principal de coordination des CERT en matière de sécurité des systèmes d'information.